# Archytas diaphanus
Archytas diaphanus là một loài ruồi trong họ Tachinidae.